# Mario Göbert
Mario Göbert (* 7. Dezember 1967 in Dessau) ist ein ehemaliger deutscher Volleyballspieler.
Mario Göbert kam 1980 nach Ost-Berlin und spielte für den SC Dynamo Berlin, mit dem er 1990 DDR-Meister und FDGB-Pokalsieger wurde. Mit dem Nachfolgeverein SC Berlin wurde der Außenangreifer 1991 Ostdeutscher Meister und Pokalsieger. Mit dem SCC Berlin wurde er 1993 Deutscher Meister und 1994 Deutscher Pokalsieger. Danach war Göbert Kapitän und Spielertrainer bei der SG Rotation Prenzlauer Berg in der Regionalliga und in der Seniorenmannschaft, mit der er mehrfach Deutscher Seniorenmeister wurde. Göbert ist in Berlin auch als Trainer und Betreuer von Jugendmannschaften aktiv.
Mario Göberts Frau Rita war Europacupsiegerin und mehrfache Deutsche Meisterin im Volleyball. Ihr gemeinsamer Sohn Felix spielt ebenfalls Volleyball in Berlin.